# Méditerranée (jeu)
Pour les articles homonymes, voir Méditerranée (homonymie).
Méditerranée est un jeu de société conçu et réalisé par Dominique Ehrhard et édité par Jeux Descartes en 1996. Il a pour thème les interactions commerciales en Mer Méditerranée, à la veille de la renaissance ; il met ainsi en scène les quatre principales puissances de cette époque, les Vénitiens, les Génois, les Espagnols et les Turcs.
Ce jeu a été primé de nombreuses fois : 6e prix au Deutscher SpielePreis en 1997, Sim d'Or 1995-1996, As d'Or de Cannes du jeu de simulation 1997.
Il est réédité en 2012 dans une version revue et corrigée par Ystari Games sous le nouveau titre de Serenissima.

## Principes généraux
Méditerranée comporte un plateau de jeu représentant la mer Méditerranée, divisée en différentes zones de mer, celles contigues à la côte pouvant posséder un port. Le but du jeu est d'obtenir, à la fin de la partie un maximum de points, ceux-ci étant attribués en fonction de la possession de ports, dont l'entrepôt est de préférence bien fourni en marchandises, et en fonction de la richesse du joueur.
La partie se déroule en tours de jeu (8 tours à 4 joueurs, 10 à 3 joueurs, et 12 à 2 joueurs). L'ordre de jeu se détermine par un système d'enchères. À chaque tour, les joueurs pourront, enrôler des marins, acheter des marchandises, construire des galères ou des fortifications, effectuer les déplacements des dites galères, éventuellement combattre des galères ou des ports ennemis, et enfin vendre des marchandises.
Chaque galère possède 5 emplacements qui peuvent chacun accueillir soit un marin, soit un lot d'une marchandise donnée ; les marins permettent de voyager plus loin et augmentent les chances de remporter les combats, tandis que les marchandises constituent la principale source de revenus : savoir remplir ses galères est donc primordial.
Le commerce fonctionne de la façon suivante. Chaque port produit une marchandise donnée, et possède un entrepôt pouvant accueillir 2, 4 ou 6 marchandises suivant sa taille. Une marchandise ne peut être vendue que si elle n'est pas déjà présente dans l'entrepôt et qu'elle n'est pas produite dans le port. Ainsi, faire du commerce nécessite très vite d'aller chercher des marchandises rares très loin de sa capitale. Certaines marchandises étant plus rare, il est possible d'en avoir le monopole.

## Variantes dans les règles
Trois variantes sont proposées ci-après ; elles ne bouleversent pas du tout les règles, mais se contentent d'apporter un petit plus. Les deux premières ont été approuvées par l'auteur du jeu. Leur compréhension nécessite bien sûr de connaître les règles de bases.

### Nouveau décompte des points
Le but de cette variante est de limiter les combats en fin de partie. En effet, étant donné que la possession de galères et de marins n'est pas récompensée par des points en fin de partie, la tendance, au dernier tour, est de sacrifier toutes ses galères et par la même occasion les marins qui sont présents dessus pour prendre à l'ennemi un ultime port.
Pour éviter cette ruée, Dominique Ehrhard propose d'accorder des points pour la possession de marins, de galères, et de fortifications. Le nouveau décompte est donc le suivant :
- 10 points pour le contrôle de sa capitale
- 10 points par capitale contrôlée dont l'entrepôt est plein (entrepôt de 6 cases). S'il s'agit de la capitale de départ du joueur, ces points viennent s'ajouter aux 10 points attribués pour son contrôle.
- 5 points par port moyen contrôlé dont l'entrepôt est plein (entrepôt de 4 cases)
- 2 points par petit port contrôlé dont I'entrepôt est plein (entrepôt de 2 cases)
- 1 point par port contrôlé mais dont l'entrepôt n'est pas plein
- 1 point par tranche de 500 ducats dans le trésor à la fin de la partie
- 1 point par paire de galères possédées à la fin de la partie
- 1 point par paire de forts
- 1 point par tranche de 10 marins

### Limitation des garnisons
Dans les règles originales, les fortifications coûtent cher, pour un résultat très médiocre : elles ne sont donc quasiment pas utilisées. C'est dans une optique de réhabilitation des fortifications qu'est faite cette variante : elle consiste tout simplement à limiter le nombre de marins en garnison dans un port à la taille de l'entrepôt plus 1.
Ainsi, un port avec un entrepôt de 2 pourra accueillir au plus 3 marins, un port avec un entrepôt de 4 pourra accueillir au plus 5 marins, et une capitale (entrepôt de 6) pourra accueillir au plus 7 marins.

### Plus de tours
Plusieurs joueurs jugent que, pour une partie à 4 joueurs, se limiter à 8 tours est dommage, car l'on n'a pas ou peu le temps de se développer. Il est donc proposé de jouer la partie à 4 joueurs en 10 voire 12 tours (la partie à 3 joueurs peut dans la même optique être jouée en 12 tours au lieu de 10).

## Liens
- Le jeu sur la ludothèque de Faidutti
- La règle complète